# Telemaco Arcangeli
Telemaco Arcangeli (Roma, 4 luglio 1923 – Roma, 18 novembre 1998) è stato un marciatore italiano.

## Biografia
Nato nel 1923 a Roma, a 29 anni partecipò ai Giochi olimpici di Helsinki 1952 nella marcia 10000 m, venendo eliminato in batteria, 7º con il tempo di 48'00"2 e primo degli esclusi dalla finale nel suo turno di qualificazione, in favore del connazionale Bruno Fait.
2 anni prima aveva preso parte agli Europei di Bruxelles 1950, sempre nella marcia 10000 m, venendo squalificato.
Morì nel 1998, a 75 anni. È sepolto presso il cimitero Flaminio di Roma.

## Palmarès
| Anno | Manifestazione  | Sede      | Evento         | Risultato | Prestazione | Note |
| ---- | --------------- | --------- | -------------- | --------- | ----------- | ---- |
| 1950 | Europei         | Bruxelles | Marcia 10000 m | dq        | dq          |      |
| 1952 | Giochi olimpici | Helsinki  | Marcia 10000 m | Batteria  | 48'00"2     |      |